# جياردية معوية
الجيارديا لامبليا (وتعرف بـ لامبليا الأمعاء وجيارديا دودينال Giardia duodenalis) وهي كائن حي أولي سوطي يتكاثر في الأمعاء الدقيقة مكونا مستعمرات مسببة داء الجيارديا. يلتصق طفيل الجيارديا بالطبقة الطلائية للأمعاء بواسطة قرص بطني لاصق، ويتكاثر بالانقسام الثنائى البسيط. الجيارديا لا تنتشر عن طريق تيار الدم، كما أنها لا تنتشر إلى أجزاء القناة المعدية المعوية الأخرى ولكن يقتصر وجودها في تجويف الأمعاء الدقيقة. وبذلك يتمكن الطور النشط للجيارديا من امتصاص العناصر الغذائية الخاصة به من تجويف الأمعاء الدقيقة، وهي لاهوائية التنفس. وإذا عزلنا الطفيل في شريحة زجاجية وصبغناه لرأينا شكل مميز مألوف يرمز لوجه باسم.

## العائل
الجيارديا تصيب البشر، وهي أيضا أحد أكثر الطفيليات الشائعة التي تصيب الثديات الأخرى كالقطط والكلاب والقنادس والأبقار والغزلان والأغنام كما تصيب أيضا الطيور.

## دورة حياة الطفيل

دورة حياة الطفيل (انقر للتكبير).

تظهر أعراض المرض عند تناول أكل أو شرب ماء ملوث بالطور الساكن للطفيل أو عن طريق وصول جزء من البراز للفم عن طريق الممارسات غير الصحية لبعض الناس. الطور المتكيس للجيارديا يمكنه البقاء على قيد الحياة لمدة أسابيع أو شهور في الماء البارد، وبالتالي يمكن أن تكون موجودة في الآبار الملوثة وشبكات المياه، ومصادر المياه الراكدة خاصة التي تحدث بشكل طبيعي في البرك، وأنظمة تخزين المياه المتدفقة، وحتى في المياه الجارية كالأنهار الساقطة من الجبال. ويمكن أن توجد أيضا في خزانات مياه المدن كما توجد في مياه الصرف الصحى المعالجة، والطور المتكيس مقاوم للأساليب التقليدية لتعقيم المياه بالكلور أو بالأوزون. ويمكن أن تنتقل الجارديا من الحيوان المصاب إلى الحيوان السليم، لذلك يصاب بها الأفراد الذين يسكنون البرارى والذين يسبحون في المياه الملوثة كالأنهار والبحيرات وخاصة التي تصنعها سدود القنادس، ولهذا جاءالاسم الشعبي للجيارديا «حمى القندس».
بالإضافة إلى الذين يصابون نتيجة نقل مصادر المياة أو وصول البراز إلى الفم، يمكن أن يصاب أيضا العاملين في مراكز الرعاية الصحية الذين يتعاملون مع الأطفال المصابين نتيجة لممارساتهم غير الصحية في مراكز الرعاية الصحية، وكذلك يمكن أن يصاب بها أفراد عائلات الأطفال المصابين. ولا تظهر أعراض المرض على كل حالات إصابات الجيارديا، لذلك يكون كثير من الناس حاملا للعدوى دون أن يدرى بذلك.
تبدأ دورة حياة الطفيل بالطور المتكيس الذي يخرج مع براز الشخص المصاب. والطور المتكيس مقاوم للحراة والبرودة والجفاف واعتداءات الكائنات الدقيقة الأخرى ويتميز الكيس بأربع نوى وسيتوبلازم منكمش. وعند ابتلاع المضيف للكيس يتحول إلى طور نشط مغتذى ومتحرك، وبعد مرحلة الاغتذاء يبدأ الطورالنشط مرحلة التكاثر اللاجنسى عن طريق الانقسام الثنائي الطولي. وينتج عن ذلك أطوار نشطة وأطوار متكيسة تطرح خارج الجهاز الهضمي مع البراز. ولا يستطيع الطور النشط مقاومة الظروف خارج جسم المضيف ولكن الطور المتكيس هو الطور القادر على البقاء خارج جسم المضيف.
يتميز الطور النشط بوجود نواتان بهما جسيمان نوويان كبيران وقليل من الكروماتين الطرفي. كما تتميز الأكياس بسايتوبلازم منكمش ورغم افتقار الجيارديا إلى الميتوكونديريا إلا أن الدراسات الحديثة، توصلت إلى اكتشاف بقايا عضيات من الميتوكوندريا مما يدل أن الجيارديا ليست بدائية بالنسبة للميتوكونديريا وتلك الميزة التي احتفظت بها ترجعها للنموذج الأصلي للمعايش باطنيا وهو مايسمى الآن {amitosome}.

## أيض الخلية والكيمياء الحيوية
تعتمد الجيارديا على الجلوكوز كمصدر رئيسي للطاقة، فتحوله إلى إيثانول وخلات وثاني أكسيد كربون. كما أنها تستخدم الارجينين كمصدر للطاقة. للجيارديا طرق فسيولوجية فريدة من نوعها مما يجعلها تختلف عن غيرها من حقيقيات النوى وتضع نفسها في مرحلة تطور متقدمة.
تحتاج لفيتامينات «ب» وأملاح الصفراوية لضروره بقائها على قيد الحياة، بينما النظام الغذائي منخفض الكربوهيدرات {كما يشاهد في الفئران} يحد من تواجدها بكثرة.

## مظهر العدوى

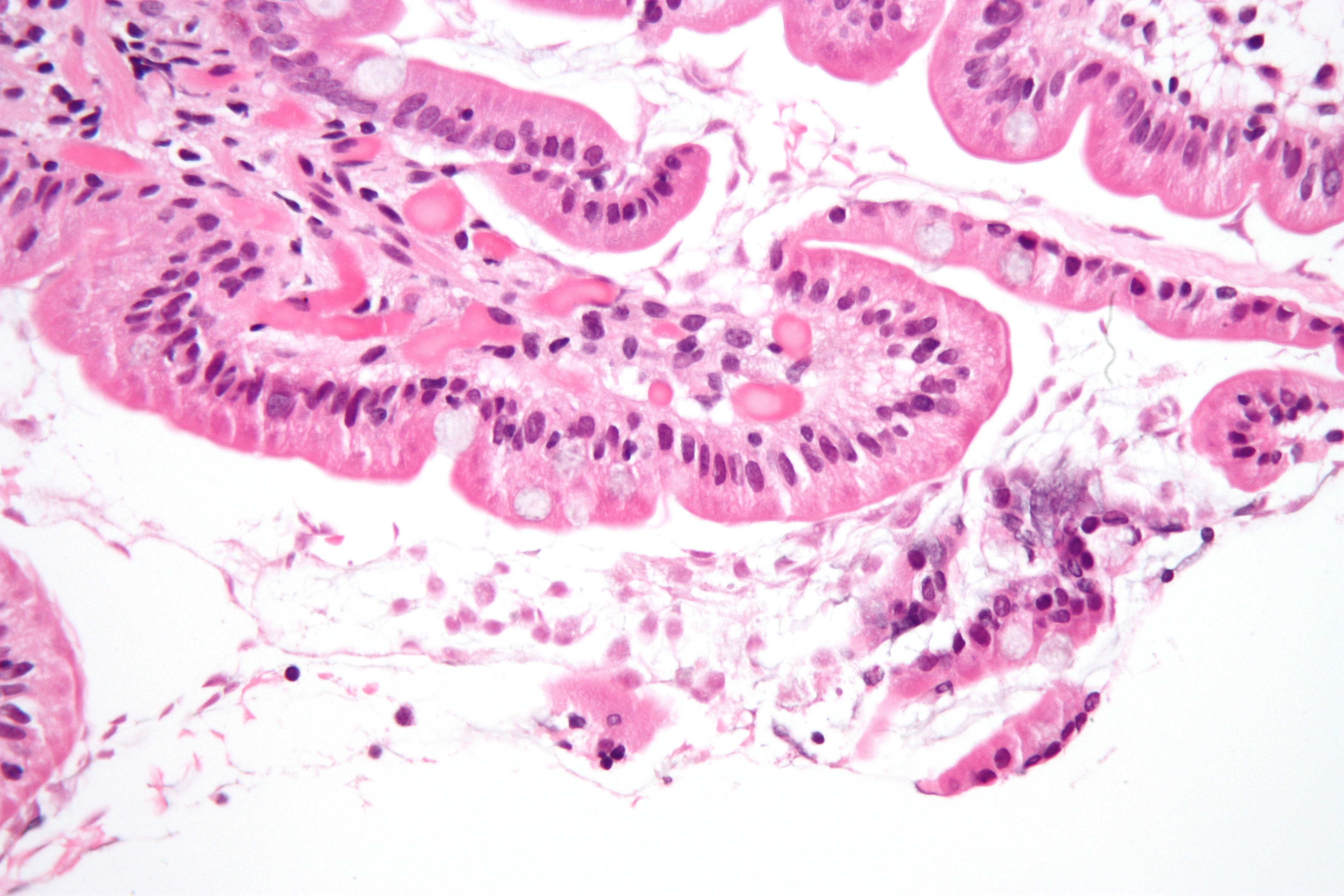
الجيارديا على خزعة الاثني عشر.

من الصعب تسمية أنواع الجيارديا مثل ماهو صعب في البشر والحيوانات الأخرى، لان الجيارديا تتشابه في شكلها الظاهر لدرجة التطابق.
ووجود الجيارديا في الأمعاء يسبب التهاب وضمور زغبي يقلل من كفائة امتصاصها، تظهر اعرض المرض في البشرعندمرور نصف فترة الحضانة، وبروتوكول علاج الأفراد مثيرة للجدل. وتشمل أعراض الإصابة (حسب نسبة حدوثها) الإسهال والشعور بالضيق، وغازات مفرطه (في كثير من الأحيان نفاخ أو جشاءأو تذوق طعم الكبريت المقرف الذي يمكن أن يسبب للشخص المصاب التقيؤ) ،أو إسهال دهنى كريه الرائحة وبراز دهنى، وألم شرشوفي فوق المعدة، والنفخ، والغثيان، وعدم الرغبة في الاكل، ونادرا مايحدث تقيؤ بعنف وفقدان للوزن. وفي غالب الأحيان لايكون البراز مصحوب بقيح أو مخاط أو دم. وعادة ماينطلق اسهال مؤلم ولكنه غير قاتل. في الأشخاص الأصحاء عادة ما تشفى الحالة {تواجد الأكياس } من تلقاء نفسها، ويمكن ان تمتد فترة الإصابة في المصابين ذوى المناعة المراوغة أو الذين لديهم نقص افراز حمض المعدة.
والافراد الذين أصيبوا باصابات متكرره ولا سيما الذين يقل عندهم أنتجين أ عن المعدل الطبيعى ربما يتطور المرض فيهم لحالة مزمنه،
نقص اللاكتيز قد يطور الإصابة بالجيارديا، ولكن هذا عادة لا يستمر لأكثر من بضعة أسابيع ويتم الشفاء
وقد أظهرت بعض الدراسات ان الإصابة بمرض الجيارديا يعزى لنقص فيتامين ب12 وهي نتيجة منطقية للمشاكل الناجمة داخل منظومة الامتصاص في الأمعاء.

## الوقاية
شرب المياه الملوثه بالجيارديا امر مـألوف في المناطق البرية في أميركا الشمالية، وقد رفض هذا السلوك مالايقل عن أربعة من الباحثين هم روبرت دبليو وديرليت والأستاذ ديفيس أستاذ كلية الطب بجامعة كاليفورنيا وتيموثي بى وولش وتوماس ار.وويلش تولين من كلية الطب والختصين بمستشفى الأطفال في سينسيناتي، وروبرت روكويل وهو كاتب مشهور ومهندس تحت التدريب.

## التشخيص والعلاج
يخطئ كثير من الأطباء عند القيام بتشخيص الإصابة بالجيارديا. وللتشخيص الدقيق يتطلب إجراء اختبار الانتيجين (مستضد)، وإذا لم يكن ذلك متاحاً، يُفحص عن الطفيلي والبويضات في البراز. ويوصى بإجراء فحوصات متعددة للبراز لأن الطفيلي والبويضات لا توجد باستمرار في العينة. ونظرًا للطبيعة الصعبة للاختبار، بما في ذلك بعض النتائج السالبة الخاطئة وبعض المعالجات المبنية على الدليل التجريبي والمعالجات المبنية على أعراض المرض.
وتعالج عدوى الإنسان بصورة تقليدية بالميترونيدازول أو التينيدازول أو النيتازوكسانايد. وعلى الرغم من أن الميترونيدازول هو العلاج المفضل الأول حاليًا، إلا أنه مُسرطن في الفئران ومُحَوِّر للجينات في البكتيريا، لذا يجب تجنب استعماله في حالات الحمل. ورغم أنه لم يُثبت بشكل مباشر تسببه للسرطانات في البشر، إلا أنه كذلك في الثدييات الأخرى، لذلك فإن استخدامه غير آمن للنساء الحوامل. أحد العلاجات البديلة الأكثر شيوعًا هو كبريتات البربرين (يوجد في جذور العنب في ولاية أوريغون الأمريكية، وفي الجذور الصفراء في السد الذهبي وفي نباتات أخرى). ويعتبر البربرين مادة تحتوي على مضاد حيوي وخافض للحرارة. كما أن مركبات البربرين مُحَفِّزة للرحم لذا يجب تجنبها أثناء الحمل، وجرعات البربرين العالية قد تؤدي إلى انخفاض عدد ضربات القلب وانخفاض ضغط الدم في بعض الأفراد.
| العقاقير      | مدة العلاج | الآثار الجانبية المحتملة                                                                      |
| ------------- | ---------- | --------------------------------------------------------------------------------------------- |
| المترونيدازول | 5-7 أيام   | طعم معدني، غثيان، قيء، دوخة، صداع، مثل تأثير ديسفلفرام، قلة عدد كرات الدم البيضاء المتعادلة } |
| تينيدازول     | جرعة واحدة | طعم معدني، الغثيان، التقيؤ، التجشؤ، دوار، صداع، مثل تأثير ديسفلفرام                           |
| نيتازوكسانايد | 3 أيام     | ألم في البطن، إسهال، قيء، صداع، تغير لون البول من الون الأصفر إلى اللون الأخضر                |
| الألبيندازول  | 5 أيام     | دوخة، صداع، حمى، غثيان، تقيؤ، فقدان مؤقت للشعر                                                |

اخذالجدول من هوانغ، الأبيض.

### العلاج في الحيوانات
يمكن شفاء القطط بسهولة، وعادة ماتفقد الحملان اوزنها بسرعة، ولكن في العجول تكون الطفيليات قاتلة وغالبا لا تستجيب للمضادات الحيوية أوللشوارد الكهربية. لاتظهر أعراض المرض على العجول الحامله للمرض معدل إصابة الكلاب بالمرض مرتفع، يصل إلى 30 ٪ من جملة الكلاب الموجودة في منطقة ما تحت سنة واحدة من العمر وتصاب الكلاب بالعدوى وهي في جحورها. العدوى أكثر انتشارا في الجراء عنها في الكلاب الكبار. هذا الطفيلي قاتل للشنشلات {وهي نوع من القوارض }0 لذلك لا بد من اتخاذ إجراءات احترازيه اضافية للرعاية من خلال تزويدهم بالمياه الصالحة للشرب. كما يمكن عزل الكلاب المصابة ومعالجتها، أو معالجه كل افراد القطيع دفعه واحده دون وضع اعتبار لاى شى. وينبغي تنظيف بيوت الكلاب وتبييضها بهيبوكلوريد الصوديوم أو باى منظف مطهر اخر. وينبغي ان نعتبر مناطق الحشائش التي تلعب فيها الكلاب المصابه ملوثه لان الطور المتكيس يبغى على قيد الحياة في البيئة لأكبر مده من الزمن. ويمكن إجراء عمليات وقاية باستخدام الحجر الصحى للكلاب المصابة لمدة لا تقل عن 20 يوما، والاعتناءبالصحة العامة والحفاظ على إمدادات المياه النقية.

## الفحص المجهري

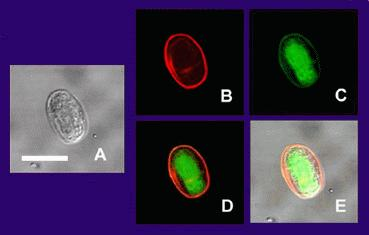
هذه الصورة تبين وجهات نظر متعددة من جارديا لامبيليا مفردة{الامعائيه} كيس مصور باجهزة مختلفه عن طريق الفحص المجهري متحد البؤر.شريط = 10 ميكرومتر.)أهل صور الكيس بالانتقال (تمايز التباين المتداخل)، فقطب) هل صور جدار الكيس بصورة انتقائيه باستخدام مضادات الفلورسينت ذات الديباجه (TRITC) التي تعين جدار الكيس ج) هل صوركيس المصورة من خلال استخدام كاربوكسى فلوريسسيين ثنائى الخلات والصبغة التي توضح الرؤيا د)هل الصورة مركبة من (ب) و(س)ه) هل الصورة مركبة من (أ) و(ب) و(جيم).

تحت المجهر الضوئى المركب العادى تظهر الجيارديا مثل وجه المهرج به نويتين تحدهما اقراص لاصقه تحتها جسم مظلم على هيئة فم بينما تبدو الأكياس بيضاوية الشكل بها اربع نويات وابر محوريه ترى بوضوح.
وعلى الرغم من الاعتقاد السائد بأن كل حقيقيات النوى بها مايتوكونديريا إلا أن الجيارديا هي أحد القلائل التي تفتقر لمثل هذه العضيات.

## البحث العلمى
تتناوب الجيارديا بين شكلين مختلفين—هما الطور المقاوم المتكيس الساكن وهو الذي يلوث الماء والغذاء وهو المسبب للمرض عندما يدخل المعدة. لقد منح المعهد الوطني للعلوم الطبية الدكتورة فرانسيس جلين الاستاذه بجامعة كاليفورنيا بسان تياغو وزملائها فرصة استزراع الطفيل لمعرفة دورة حياته في المختبر، وقد توصلوا إلى معرفة المؤشرات البيوكيمائيه التي تحدث داخل الجهاز الهضمى للمضيف فتتم بموجبها دورة حياة الجياريا وكشفت أيضا الطرق المتعددة التي تمكن الطفيل من تجنب وسائل دفاع العضو المصاب.   واحدهذه الطرق هو تغيير البروتين الموجودعلى سطح الطفيل مما يضعف قدرة جهاز مناعة الحيوانات المصابة لكشف ومكافحة الطفيل {وهو مايسمى بتنوع المستضديه}.   وقد عملت الد كتورة جيلين استبيان مفاده: لماذا تكون اصابات الجيارديا باقية وعرضة للتكرار مرارا.وبالإضافة إلى النظرة الثاقبة لبيولوجية الجيارديا وتقنيه مقدرتها على البقاء فقد تمكن العلماء من وضع استراتيجيات أفضل لفهم طبيعة الجيارديا والوقاية من اصاباتها وعلاج حالات الإصابة.
وفي ديسمبر 2008، نشرت صحيفة الطبيعة مقالا أظهرت فيه اكتشاف تداخل آلية الحمض النووى{RNA}التي تمكن الجيارديا من تشغيل {البروتينات السطحيه المتنوعة }VSPS لمنع استجابة مناعة العائل. وتوصل لهذا الاكتشاف مجموعة علماءفى مختبرالكيمياء الحيوية والبيولوجيا الجزيئيه بكلية طب جامعة قرطبه الكاثوليكية وفي جامعة الأرجنتين بقيادة الدكتور هجو لوجان.

## علم الجينات (علم المورثات)
الجيارديا وثنائيات التماثل الأخرى متفردات في احتوائهما على نواتين متشابهتين مظهريا.ونسخ متشابهة من مكونات الحمض النووى{DNA} تتكرر مرارا فيزمن واحد. وتوجد خمس كروموسومات في المجموعة الصبغيه الاحاديه
وقد تم ترتيب ونشرالصبغيات عام 2007 ولكن ترتيبها احتوى على ثغرات عده احتوى الترتيب على ما يقارب من 12 مليون زوج من القواعد كما أحتوى على ما يقارب من 5000 شفرة بروتينيه. محتوى القيادة العامة هي 46 ٪. الصيغة الصبغيه للطور النشط {التريفوزويت }رباعيه بينما الصيغة الصبغيه للطور المتكيس ثمانيه مماأثار التساؤل عن كيفية تصحيح الجيارديا لتجانس الكروموسومات بين الطورين في النواة. وقداستخدمت التقنيات الحديثة للتسلسل لاعادة ترتيب التسلسلات المختلفة.
تعتبر الجيارديا لاجنسيه بدائيه كاذبه مما يدل على انه لامعنى لانتقال الحمض النووى {DNA}بين الانويه. هذه الافتراضات تجعل من الصعب جدا شرح المستوى المنخفض الملفت للنظر لاليلات اللاقحة المختلفة {اقل من 0.01% في المجموعة الصبغيه } في مجموعة جينيه معزوله لكريات دم بيضاء، ولكن كل تلك الافتراضات أصبحت موضع شك عندما اجريت لها مطابقة بالجينات الموجودة في كروموسومات الانقسام الاختزالى كما هي دليل إعادة اتحاد للجينات المعزوله وهي دليل للتغيير الذي يحدث للمكونات الجينيه بين الانويه أثناء عمليات تكوين الأكياس
وقد عرف حتى الآن سبعة انماط من المورثات (أي-جي). والنوع بى هو الأكثر انتشارا. ولكن النوعين أي وبى هما فقط المسببان لامراض الإنسان.

## تاريخ الجيارديا
أول من لاحظ الطور النشط {التريفوزويت }هو انطونى فان ليوينهوك عام 1681فى اسهال برازه. وقد لوحظ الطفيل مرة أخرى ووصف تفصيليا من قبل فيلم دوشان لامبيل عام 1859 الذي اعتقد ان الطفيل ينتمى لجنس سيركوموناس واقترح له اسم سيركوموناس الأمعاء. ومازال هذا الاسم مرتبط بهذا الجنس أو بالأنواع التي تصيب البشر. ثم اعيدت تسمية الجنس مرة أخرى كما اعيدت تسمية الأنواع التي تصيب البشر بالجيارديا لامبيليا. وفي 1879إكتشف غراسي الطفيلي القارض المعروف نوعه الآن بالجيارديا ديمورفس مورس وعلى مايبدو أنه كان لايدرى بما قام به لامبيليا من وصف للجيارديا وفي عام 1882 و1883، وصف جوهان كنستلر حيوان أولى في صغار الضفادع{احتمال يكون جيارديا أجيليس } فسماه الجيارديا، وبذلك لأول مرة يستعمل لفظ الجيارديا للجنس. وقداختير اسم الجنس {الجيارديا} تكريما لبروفسور جامعة باريس الفريد ماثيو جيارد. وفي 1888أقترح رافيل بلانشارد بعد لامبيل اسم لامبيليا الأمعاء. وفي عام 1902غير إستيل الاسم إلى جيارديا دوديناليز كما غيره في عام 1915الى جيارديا لامبيليا. وفي نفس العام (1915) دون كوفويد وكريستيانسين اسم الجنس لامبيليا بلانشار 1888التي يجب أن تفسح المجال لسابقتها الجيارديا كونستلير1882،{فيصير اللقب الجيارديات المعويه } كما استخدم اسم الجيارديا المعويه في عام 1992.
وماذالت تسميه النوع موضع خلافات كثيره في حين اسندت اسماءالأنواع في بداية الامرالى منشأ العائل فنتج عن ذلك مايذيد عن الاربعين نوعا. في عام 1922استخدم سيمون معايير الشكل الظاهر للتمييز بين الجيارديا لامبيليا والجيارديا ميورزسيمون فتمت الموافقة على اسم الجيارديا لامبيليا للأنواع التي تصيب البشر. وفي عام 1922 نشر فيلاس تفصيليا وصف الشكل الظاهرى لجنس الجيارديا ثم قام بعملية تنقيح للجنس توصل من خلالها لاقتراح مسميات لثلاث أنواع بناء على قاعدة الشكل الظاهر لجسم الطفيل وهي جيارديا أجليس.جيارديا دودينال وجيارديا موريس.
وأسماء الأجناس التي تتطفل على البشر مثل الجيارديا دودينال والجيارديا لامبيليا والجيارديا المعويه وهي الأسماء المستخدمة في الوقت الراهن بالرغم من الجهد المبزول للتشويش عليها.
وقد تم بعث ملاحظاة عالم الأحياءالدقيقه البريطانى بريان جى فورد الذي استخدم مجهر بسيط مثل الذي استخدمه ليفنهوك حيث اوضح فورد انه يمكن رؤية الجياريا بوضوح خلال المجهر البدائى.
وفي عام 1998 نشرت تقارير عن الجيارديا والكربتوسبورم في سندى بأستراليا، واوضحت لتقارير ان سبب وجود الكائنات هو نيجة لسو ءقياس تراكيزها في مياه المدن،
وفي 2004 أنتشر في بيرغن بالنروج خبر، جعل عمال مرفق المياه يستعجلون لتعقيم المياه بتسليط الأشعة فوق البنفسجية على مرافق المياه.
وفي أكتوبر 2007وجدت الجياريا في أجزاء من امدادت مياه أوسلو مما عجل السلطات بتقديم الإرشاد الصحى للمواطنين بغلى مياه الشرب قبل شربها ولكن الاختبارات اللاحقه اظهر قلة مستوى التلوث الذي لايشكل تهديد يذكر. وبذلك فقد اوقف العمل بالنصح المقدم من السلطات.
وفي عام 2008 حددت الجيارديا بانها أحد مسببات مرض الدسنتاريا الذي اصيب به الصليبيين في فلسطين في القرنين الثاني عشر والثالث عشر.